# Карповка (Черниговская область)
Ка́рповка (укр. Карпівка) – село, расположенное на территории Городнянского района Черниговской области (Украина). Расположено в 37 км на северо-запад от райцентра Городни. Население — 90 чел. (на 2006 г.). Адрес совета: 15113, Черниговская обл., Городнянский р-он, село Ильмовка, ул. Ленина, 21 , тел. 3-66-42. Ближайшая ж/д станция — Перепись (линия Гомель-Бахмач), 9 км.